# Martigné-Ferchaud
Martigné-Ferchaud (bret. Marzhinieg-Houarnruz) – miejscowość i gmina we Francji, w regionie Bretania, w departamencie Ille-et-Vilaine.
Według danych na rok 1990 gminę zamieszkiwało 2920 osób, a gęstość zaludnienia wynosiła 39 osób/km² (wśród 1269 gmin Bretanii Martigné-Ferchaud plasuje się na 194. miejscu pod względem liczby ludności, natomiast pod względem powierzchni na miejscu 17.).